# Nodar Kumaritaszwili
Nodar Kumaritaszwili (gruz. ნოდარ ქუმარიტაშვილი; ur. 25 listopada 1988 r. w Bordżomi, zm. 12 lutego 2010 r. w Whistler) – gruziński saneczkarz. 
Był synem Dato Kumaritaszwili, również saneczkarza i trenera. Zajął 55. miejsce w Pucharze Świata 2008/2009. Wystąpił też w pięciu zawodach Pucharu Świata 2009/2010, zgromadził 17 punktów i zajął 44. miejsce w klasyfikacji generalnej.
Był członkiem gruzińskiej ekipy na Zimowe Igrzyska Olimpijskie 2010 w Vancouver. Podczas treningu na Whistler Sliding Centre odbywającego się tuż przed rozpoczęciem igrzysk wypadł z trasy, uderzył z prędkością 144,3 km/h w stalową podporę zadaszenia. Jego zgon wkrótce potem potwierdzono w szpitalu. Jest czwartą śmiertelną ofiarą w historii zimowych igrzysk olimpijskich (wśród sportowców, nie licząc innych członków ekip).
Po jego tragicznej śmierci gruzińska ekipa rozważała wycofanie się z igrzysk, ale ostatecznie nie zdecydowano się na ten krok. Pamięć zawodnika uhonorowano przez spowicie kirem flagi narodowej niesionej podczas ceremonii otwarcia.